# Le Retour de Casanova
Pour les articles homonymes, voir Casanova (homonymie).
Pour plus de détails, voir Fiche technique et Distribution.
Le Retour de Casanova est un film français d'Édouard Niermans sorti en 1992.

## Synopsis

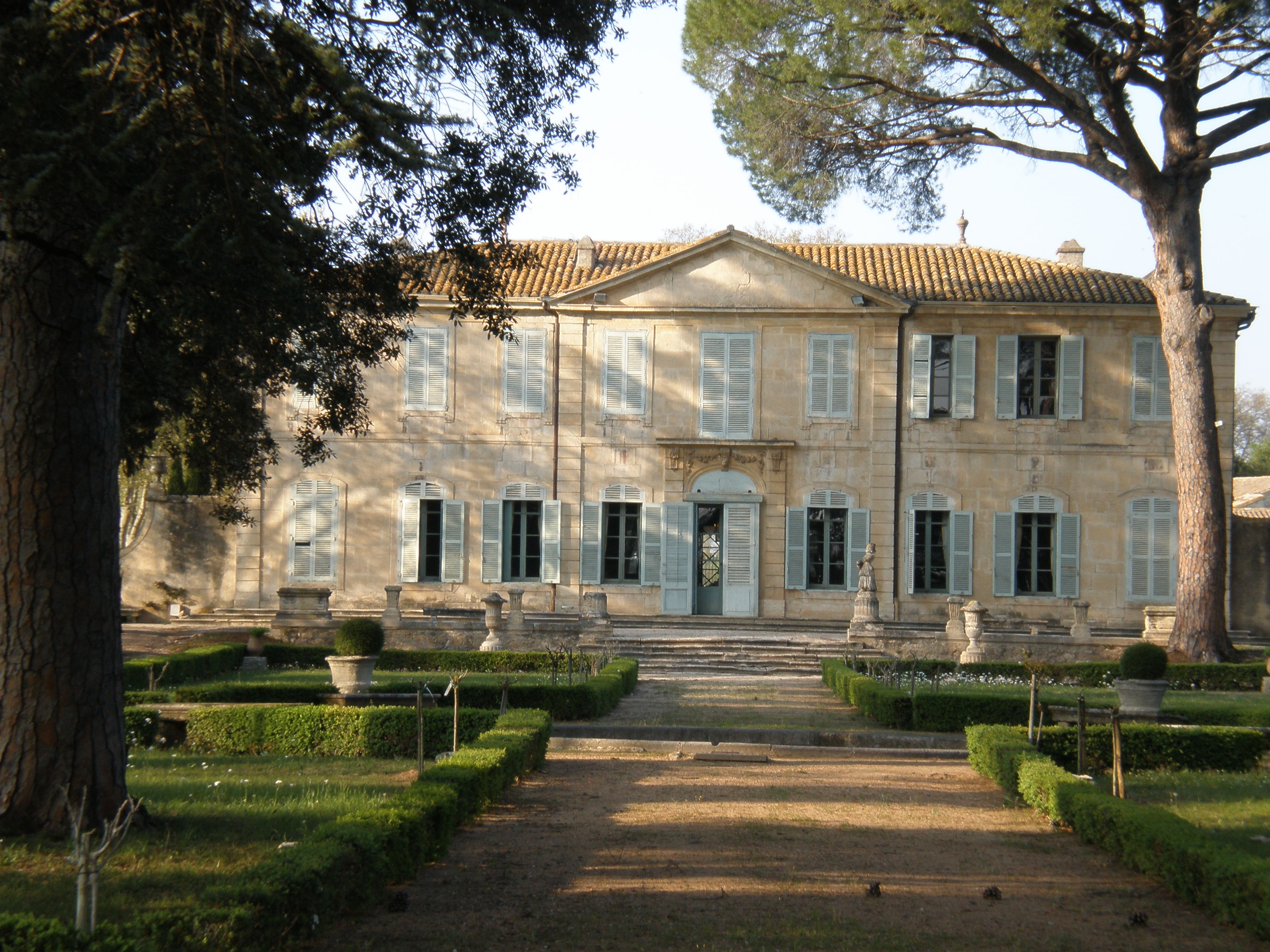
Le château de la Mogère, un des lieux de tournage du film.

Dans l'esprit de la commedia dell'arte, un Casanova vieillissant et qui pourrait se contenter de séduire avec facilité sa logeuse, est poussé par sa vanité à tenter de faire la conquête d'une jeune fille, dont il aboutira à faire le malheur.

## Fiche technique
- Titre : Le Retour de Casanova
- Réalisation : Édouard Niermans, assisté de Radu Mihaileanu
- Scénario : Jean-Claude Carrière, d'après le roman d'Arthur Schnitzler
- Direction artistique : Carlos Conti
- Décors : Lionel Acat
- Costumes : Yvonne Sassinot de Nesle, Jean-Daniel Vuillermoz
- Photographie : Jean Penzer
- Montage : Yves Deschamps
- Combats et cascades : Claude Carliez et son équipe
- Musique : Michel Portal, Bruno Coulais
- Société de production : Les Films Alain Sarde ; Films A2, Canal+, Centre national du cinéma et de l'image animée (CNC), Région Languedoc-Roussillon (co-production)
- Société de distribution : AMLF
- Pays :  France
- Langue : français
- Format : Couleur - 35 mm - son Dolby
- Durée : 93 min. (1h33)
- Dates de sortie : 13 mai 1992 (France)

## Distribution
- Alain Delon : Giacomo Casanova
- Fabrice Luchini : Camille
- Elsa Lunghini : Marcolina

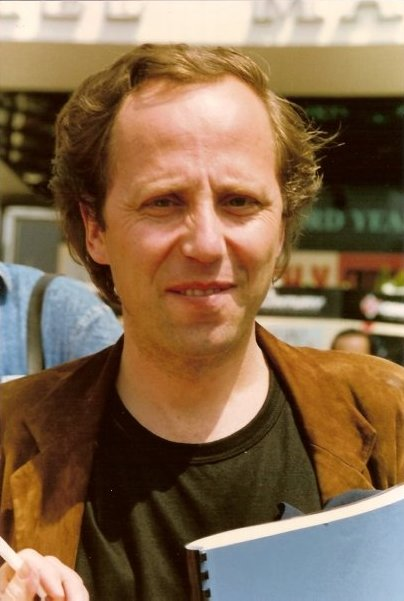
L'acteur Fabrice Luchini pour la présentation du film au Festival de Cannes 1992.

- Wadeck Stanczak : le lieutenant Lorenzi
- Delia Boccardo : Amélie
- Gilles Arbona : Olivo
- Alain Cuny : le vieux marquis de Celcy
- Violetta Sanchez : la marquise de Celcy
- Jacques Boudet : l'abbé
- Philippe Leroy-Beaulieu : l'émissaire de Venise
- Sophie Bouilloux : Lise
- Sarah Bertrand

## Autour du film
- Le film a été tourné de septembre à novembre 1991[1],[2],[3] dans la région de Montpellier, au château de la Mogère[4],[5], ainsi qu'au château d'Assas[6].
- C'est le dernier film dans lequel joue Alain Cuny.

## Distinctions

### Nominations
- César 1993 :  Meilleur acteur dans un second rôle pour Fabrice Luchini